# Зарубаны
Зарубаны (укр. Зарубани) — село в Яворовской городской общине Яворовского района Львовской области Украины.
Население по переписи 2001 года составляло 219 человек. Занимает площадь 0,533 км². Почтовый индекс — 81012. Телефонный код — 3259.